# Reolian
Reolian est l'un des trois opérateurs public de bus de la ville de Macao, en Chine.

## Historique
Reolian a été fondée en 2009 à la suite d'une restructuration de la gestion du transport public à Macao.

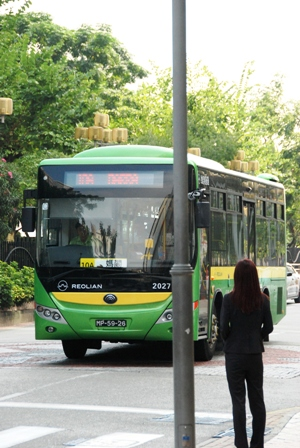
ZK6902HG en opération a Macao, Chine

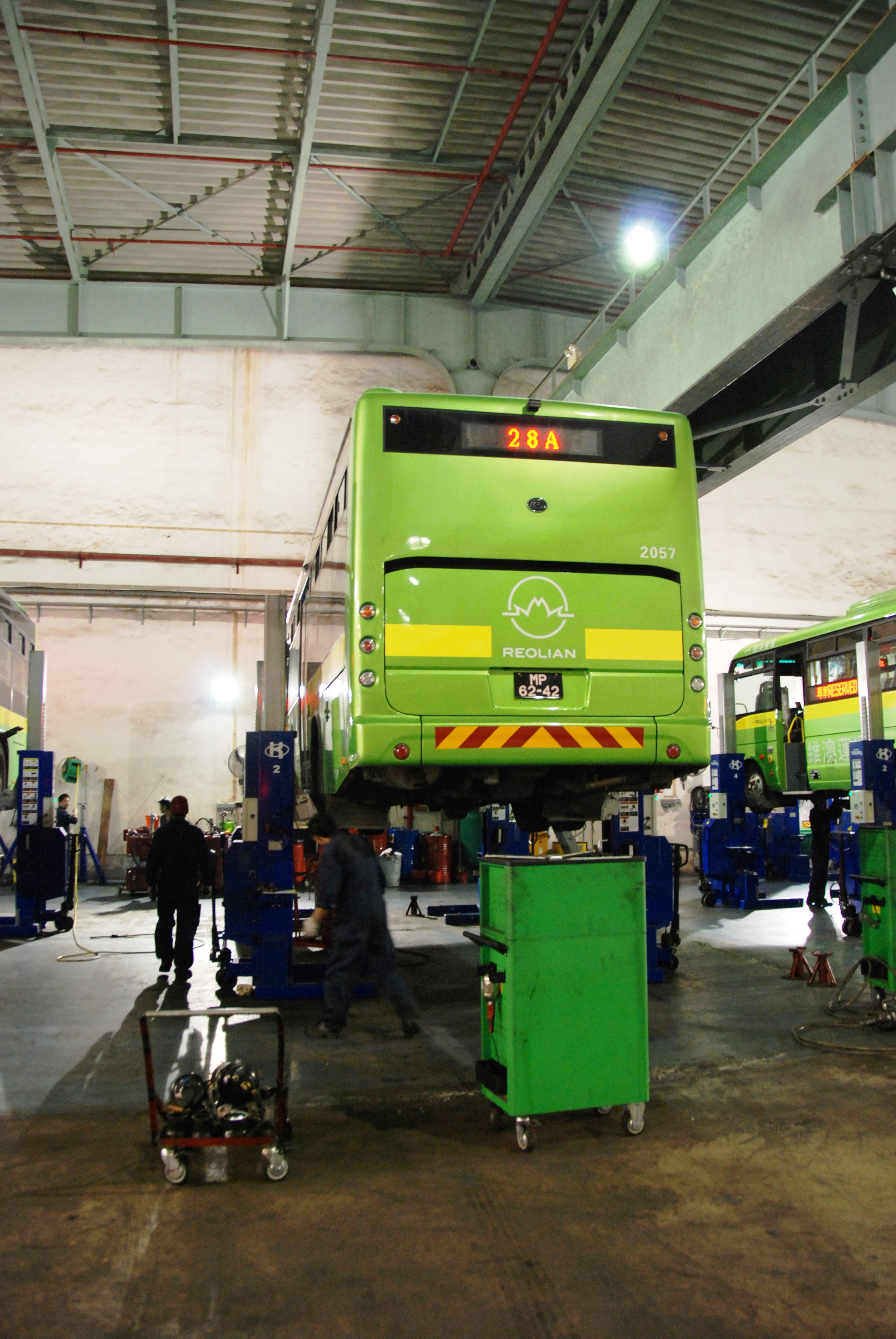
Centre de maintenance de Reolian, Macao, Chine

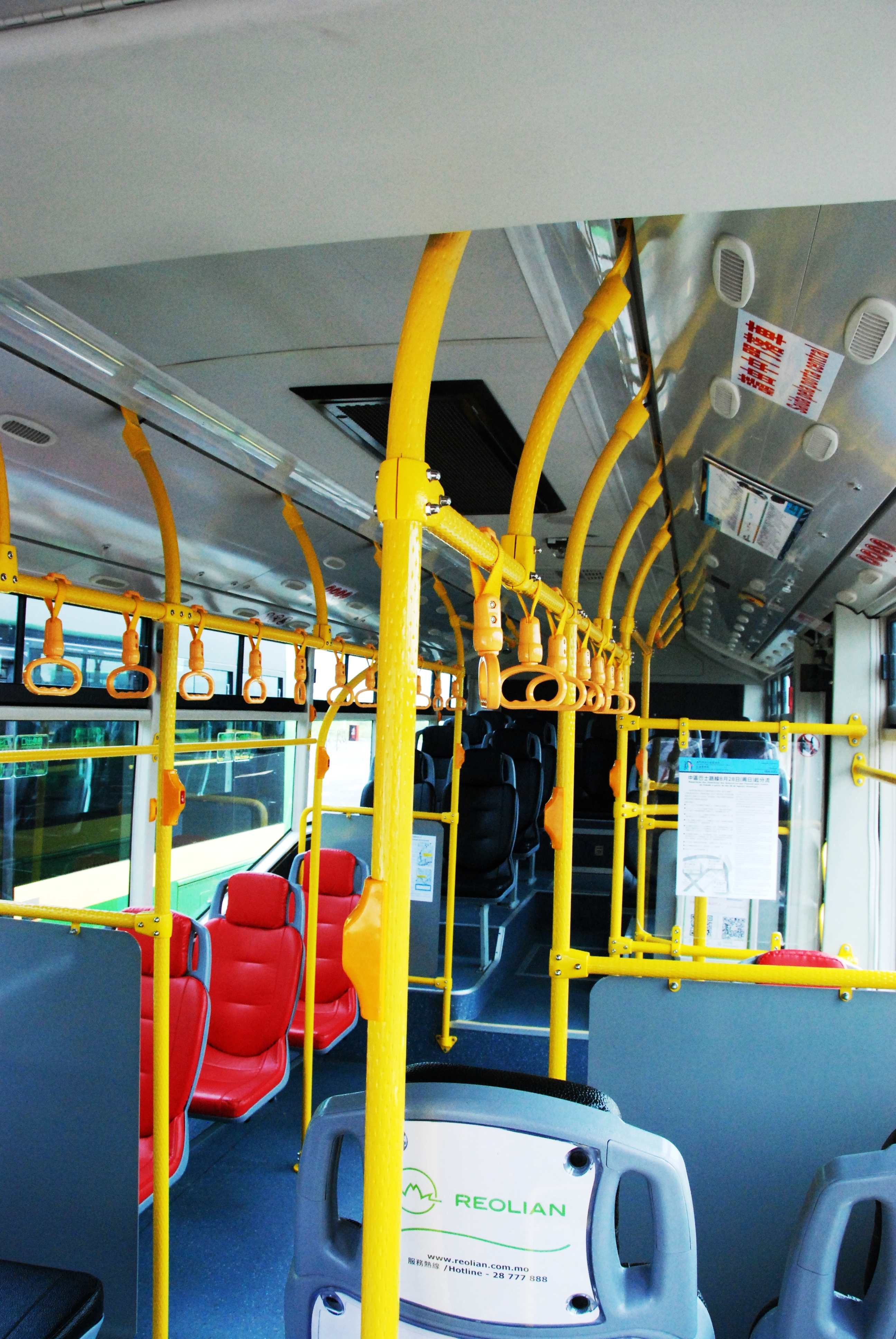
Intérieur du bus de type ZK6902HG

## Flotte de bus
Reolian possède 245 bus, tous achetés en 2011.
| Type de véhicule       | Numéro d'identification du bus | Nombre | Date de l'acquisition | Longueur | Capacité en nombre de passagers | Opérant sur les lignes suivantes                              | Remarques              |
| Yutong Group ZK6118HGE | 3001-3087                      | 87     | 2011                  | 10,6 m   | 69                              | 1 - 3 - 3X - 10 - 10X - 30 - MT1 - MT2                        | Emmarchements bas      |
| Yutong ZK6902HG        | 2001-2070                      | 70     | 2011                  | 9,6 m    | 68                              | 3A - 10A - 10B 11 - 28A - 50                                  | Entrée a deux marches  |
| Yutong ZK6770HG        | 1001-1088                      | 88     | 2011                  | 7 m      | 36                              | 8 - 8A - 18 - 21A - 23 - 27 - 28B - 28BX - 35 - 36 - 50X - H1 | Entrée a trois marches |

## Lignes de bus
Reolian opère 27 des 62 lignes de bus de Macao.

### Type de lignes
| Ligne régulière | Ligne régulière en service toute la semaine entre 6 h du matin et minuit.                         |
| Ligne express   | Ligne uniquement en service entre 7 h et 9 h du matin les jours de la semaines et le samedi.      |
| Ligne Spéciale  | Ligne en service uniquement sur certaines périodes comme durant le Grand Prix automobile de Macao |

### Indications
| ~ | Le tarif est calculé en fonction de la station d'origine. N'est présenté ici uniquement que le tarif maximum. |
| ↺ | Indique que la ligne est de type circulaire.                                                                  |

### Lignes de bus opérées par Reolian
| Numero de ligne | De                               | A                                 | Tarif     | Type de ligne   |
| Ligne 1         | Portas Do Cerco                  | Barra                             | MOP$3.2   | Ligne régulière |
| Ligne 3         | Portas Do Cerco                  | Terminal Maritime                 | MOP$3.2   | Ligne régulière |
| Ligne 3A        | Portas Do Cerco                  | P.Ponte Horta                     | MOP$3.2   | Ligne régulière |
| Ligne 3X        | AV. ALM. Lacerda/Ouvidor Arriaga | Place Ferreira Amaral             | MOP$3.2   | Ligne express   |
| Ligne 8         | Estrada Ilha Verde               | Jai Alai                          | MOP$3.2   | Ligne régulière |
| Ligne 8A        | Estrada Ilha Verde               | Place Ferreira Amaral ↺           | MOP$3.2   | Ligne régulière |
| Ligne 10        | Portas Do Cerco                  | Barra                             | MOP$3.2   | Ligne régulière |
| Ligne 10A       | Terminal Maritime                | Barra                             | MOP$3.2   | Ligne régulière |
| Ligne 10B       | Portas Do Cerco                  | Praia Grande ↺                    | MOP$3.2   | Ligne régulière |
| Ligne 10X       | Portas Do Cerco                  | Place Ferreira Amaral             | MOP$3.2   | Ligne express   |
| Ligne 11        | Barra                            | Taipa ↺                           | MOP$4.2 ~ | Ligne régulière |
| Ligne 18        | Portas Do Cerco                  | Barra                             | MOP$3.2   | Ligne régulière |
| Ligne 21A       | Barra                            | Plage de Hac Sa                   | MOP$6.4 ~ | Ligne régulière |
| Ligne 23        | Estrada Ilha Verde               | Tour de Macau ↺                   | MOP$3.2   | Ligne régulière |
| Ligne 27        | Estrada Ilha Verde               | Areia Preta ↺                     | MOP$3.2   | Ligne régulière |
| Ligne 28A       | Terminal Maritime                | Taipa ↺                           | MOP$4.2   | Ligne régulière |
| Ligne 28B       | Estrada Ilha Verde               | Temple A-Ma ↺                     | MOP$3.2   | Ligne régulière |
| Ligne 28BX      | Estrada Ilha Verde               | Place Ferreira Amaral ↺           | MOP$3.2   | Ligne régulière |
| Ligne 30        | Rua Lei Pou Chon                 | Taipa ↺                           | MOP$4.2 ~ | Ligne régulière |
| Ligne 31        | Forum                            | Terminal Maritime ↺               | Gratuit   | Ligne spéciale  |
| Ligne 35        | Rotunda Leonel Sousa             | Centre D'examen de conduite ↺     | MOP$2.8   | Ligne régulière |
| Ligne 36        | Rotunda Leonel Sousa             | Aéroport international de Macao ↺ | MOP$2.8   | Ligne régulière |
| Ligne 50        | Place Ferreira Amaral            | Village de Coloane                | MOP$6.4 ~ | Ligne régulière |
| Ligne 50X       | Place Ferreira Amaral            | Centre D'examen de conduite       | MOP$4.2 ~ | Ligne régulière |
| Ligne H1        | Hospital de S. Januário          | Rua do Campo ↺                    | MOP$3.2   | Ligne régulière |
| Ligne MT1       | Praceta 24 De Junho              | Aéroport international de Macao ↺ | MOP$4.2 ~ | Ligne régulière |
| Ligne MT2       | Praceta 24 De Junho              | Aéroport international de Macao ↺ | MOP$4.2 ~ | Ligne régulière |